# Cadillac Gage Commando
Cadillac Gage Commando – seria amerykańskich pływających kołowych transporterów opancerzonych i samochodów pancernych produkowany od połowy lat 60. XX wieku przez przedsiębiorstwo Cadillac Gage (od 1994 Textron Marine & Land Systems).
Powstało kilka wersji pojazdu (XM706/V-100, V-150/LAV-150, V-200, V-300/LAV-300, LAV-600), z których każda produkowana była w wielu odmianach, m.in. jako transportery opancerzone, rakietowe niszczyciele czołgów, platformy moździerzy, ambulanse oraz pojazdy pożarnicze.
Pojazdy Commando znajdują się na wyposażeniu wielu armii, a także oddziałów żandarmerii i policji na świecie.
Obecnie produkowany jest następca serii Commando – M1117 Armored Security Vehicle.